# District XVI van Boedapest
District XIV van Boedapest is een van de districten op de linkeroever van de Donau, aan de oostkant van de Pest-zijde.

## Wijken
| - Árpádföld - Cinkota - Mátyásföld - Rákosszentmihály - Sashalom |

## Geschiedenis
Een bedrijf werd al in 1895 door Uhri Imre opgericht, het Uhri Imre Kovács- és Kocsigyártó Üzeme (vrij vertaald: "Uhri Imre's Smederij en Autofabriek"), het latere bedrijf Ikarus.

## Bezienswaardigheden

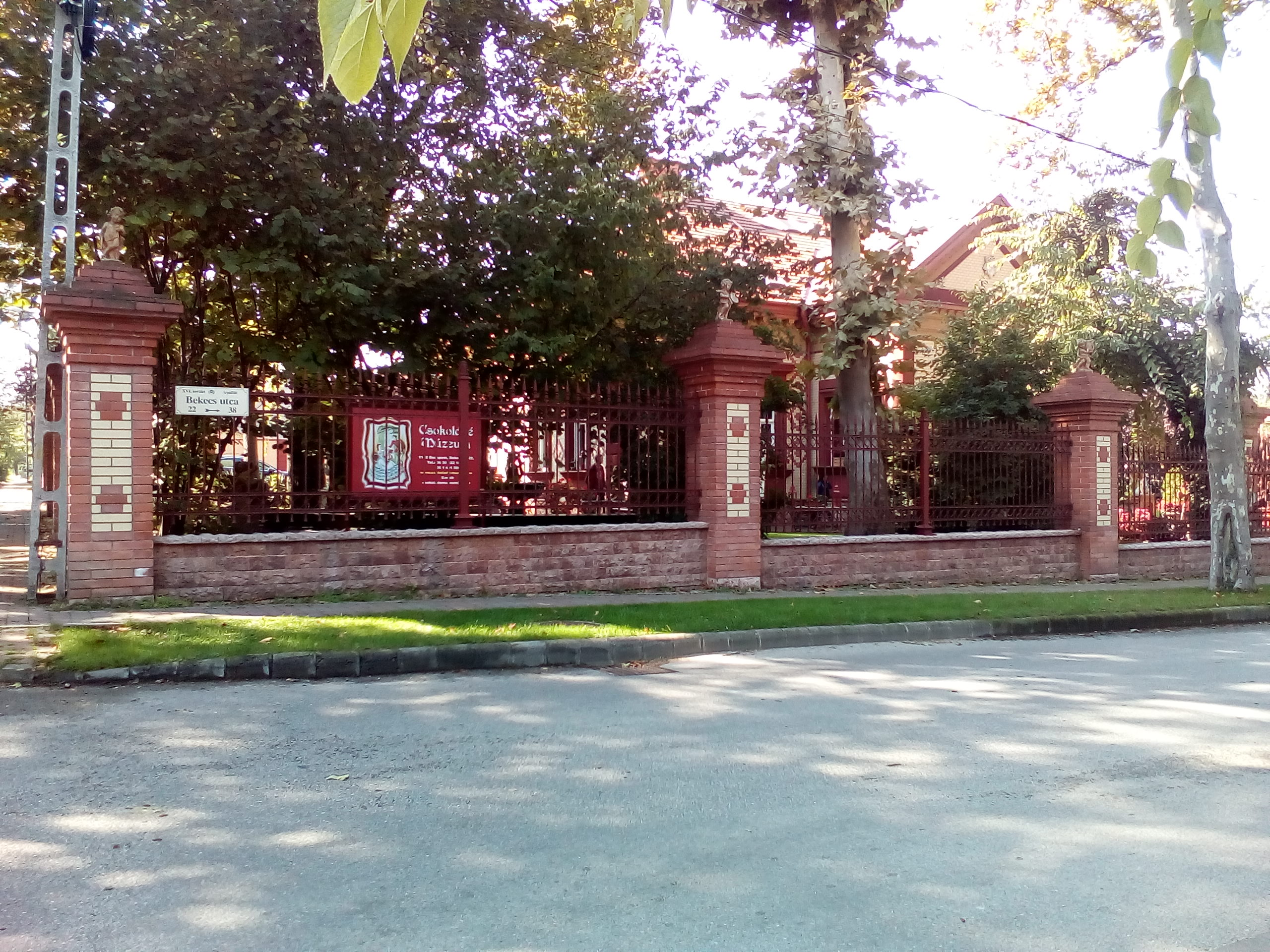
Árpádföld – a Csokoládé Múzeum kerítése
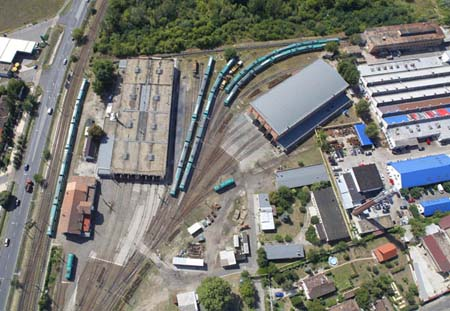
Cinkota – HÉV remiz
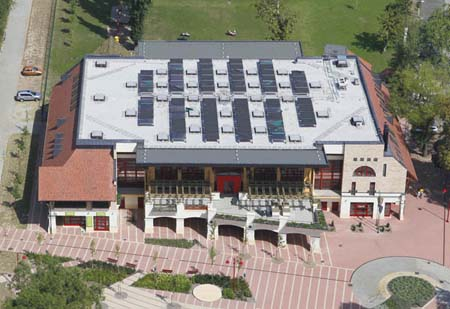
Zwembad in het Erzsébetliget
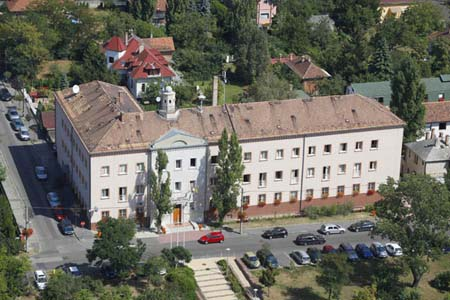
Sashalom – gemeentelijk gebouw
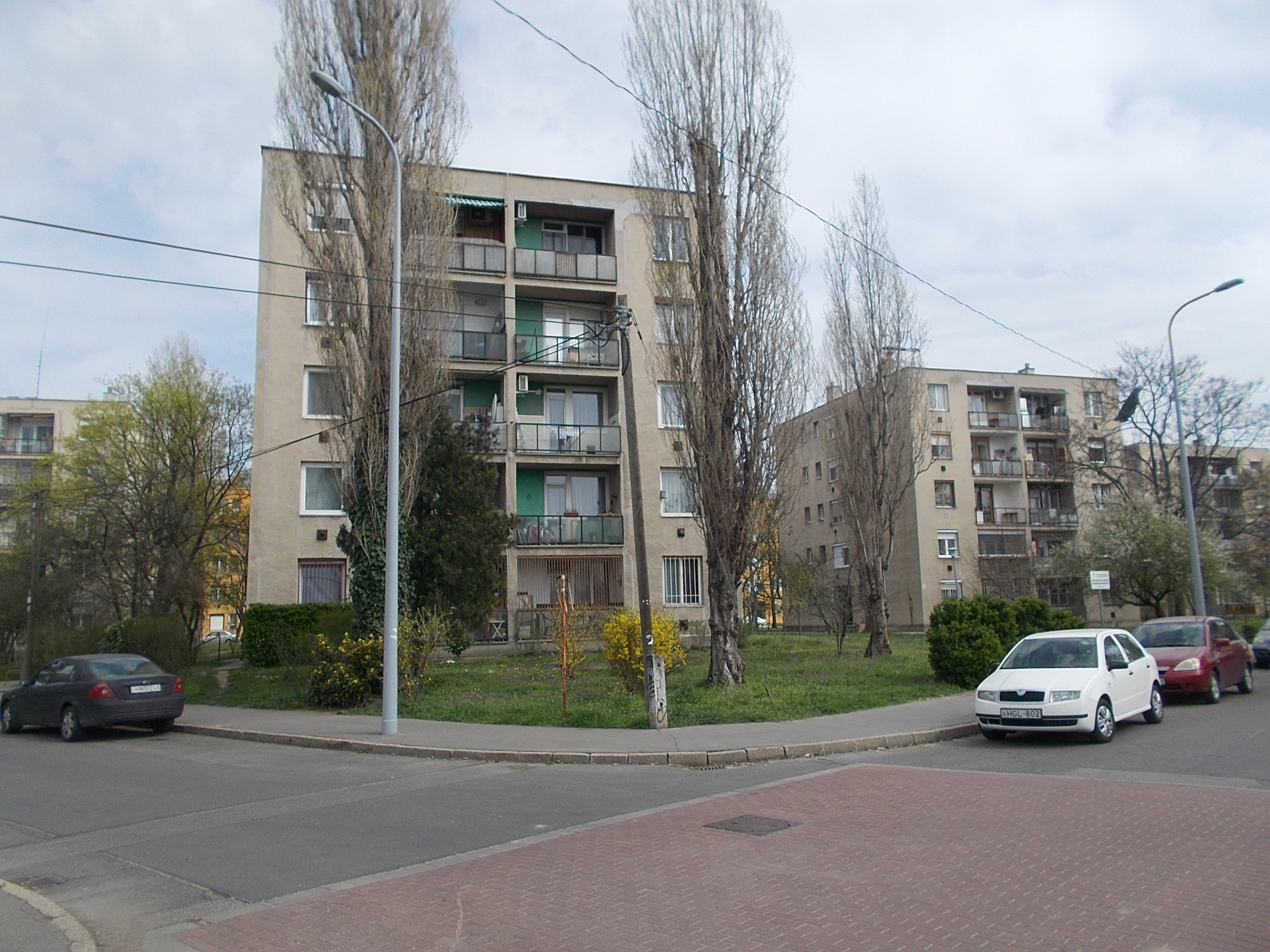
Rákosszentmihály – Szent Korona woonwijk
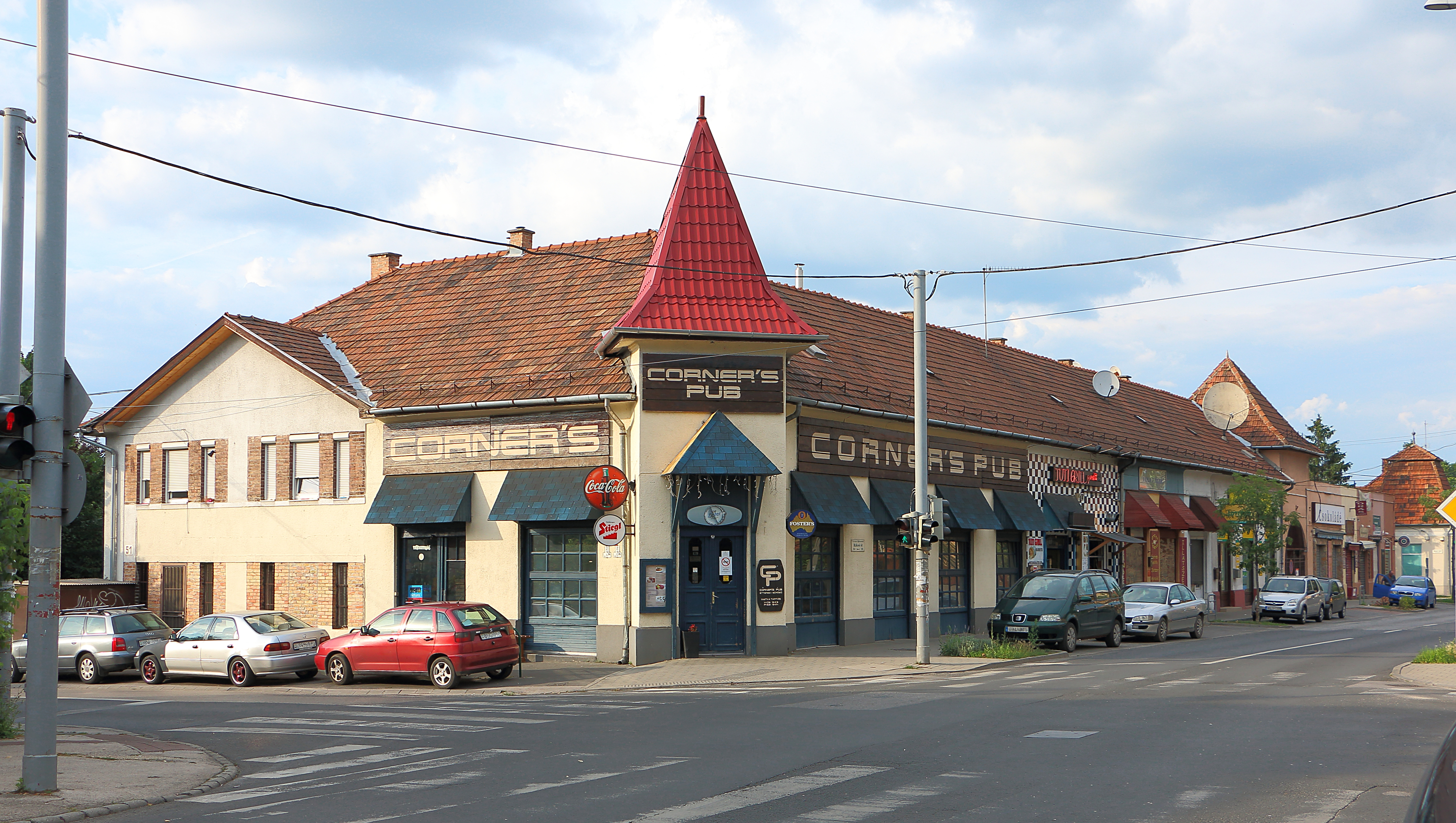
A Harcsa-sor
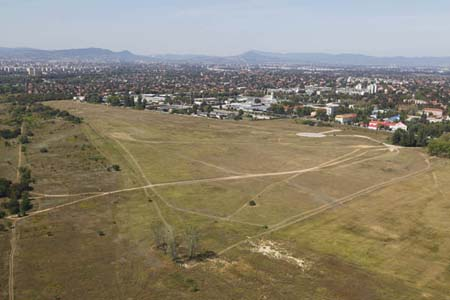
Mátyásföld luchthaven
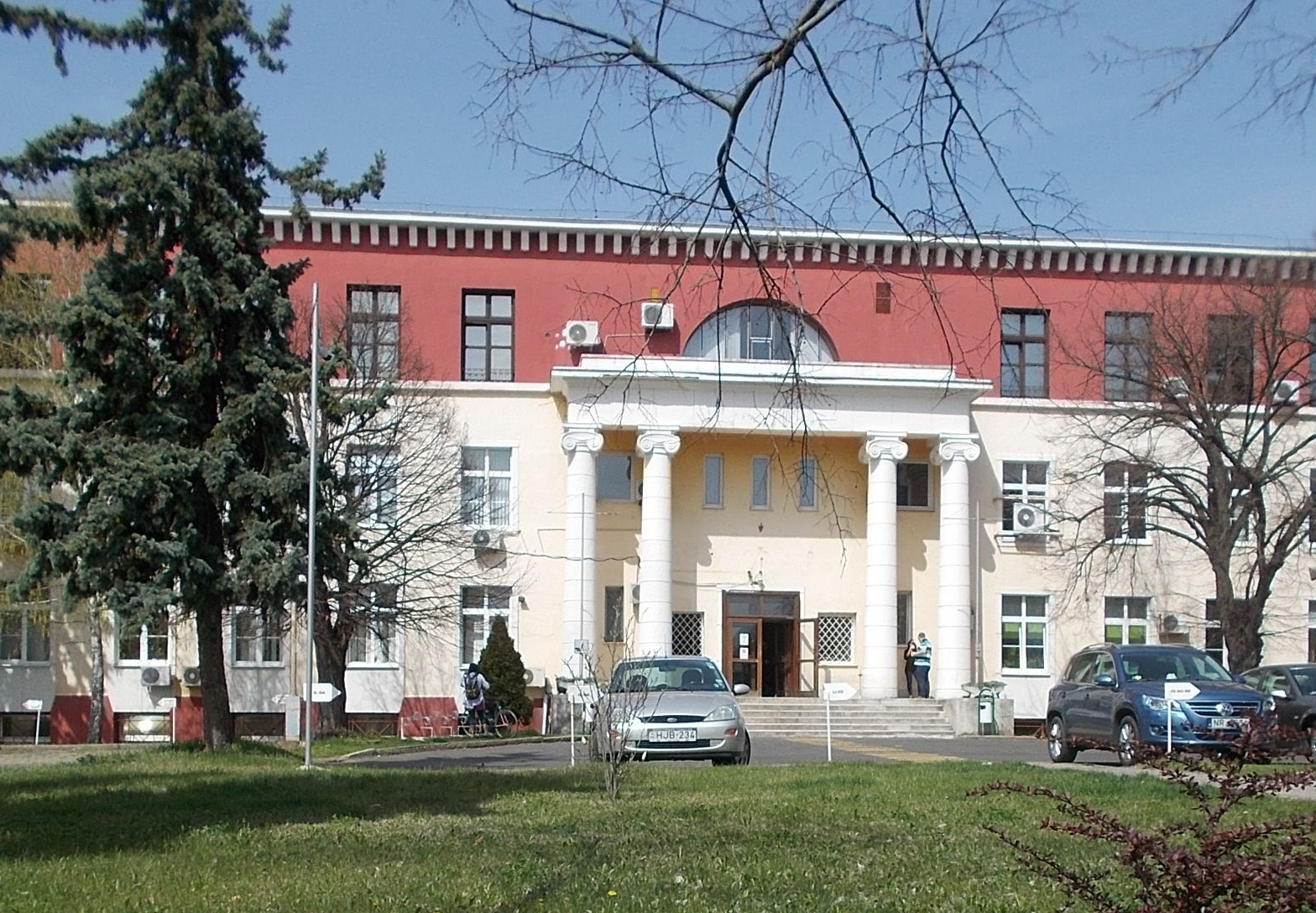

## Verkeer
De snelweg M0 (ring rond Boedapest) loopt langs de noordoostelijke grens van het district.
Staatsweg 3 vanuit het stadscentrum richting Gödöllö en Miskolc kruist het district, net als lijnen 8 (richting Gödöllö) en 9 (richting Csömör) van de zogenaamde "voorstadstreinen" (HÉV).

## Partnerschappen
- Waltershausen, Duitsland
- Novi Vinodolski, Kroatië
- Canistro, Italië (niet meer leverbaar)
- Zápszony, Oekraïne
- Podunajské Biskupice , Slowakije
- Valea lui Mihai, Roemenië
- Mali Iđoš , Servië
- Hanoi, Tay Ho district, Vietnam(2012)
- Mihăileni / Csíkszentmihály, Roemenië (2017)[1]